# Centris atripes
Centris atripes är en biart som beskrevs av Alexander Mocsáry 1899.
Centris atripes ingår i släktet Centris och familjen långtungebin. Inga underarter finns listade i Catalogue of Life.